# Víctor Trossero
Oscar Víctor Trossero (Gödeken, 15 settembre 1953 – Buenos Aires, 12 ottobre 1983) è stato un calciatore argentino, di ruolo attaccante.

## Carriera

### Club
Trossero iniziò la sua carriera tra le file del Boca Juniors, in cui esordì nel 1972 collezionando sette presenze e segnando un goal. Trasferitosi subito al Racing Avellaneda, vi militò per una stagione per poi passare al Unión dove rimase fino al 1978, anno in cui fu acquistato dal Nantes.
Nei due anni in cui militò nella squadra dei Paesi della Loira contribuì alla vittoria della Coppa di Francia (nella stagione 1978-1979) campionato (nella stagione 1979-80) segnando 23 reti.
Dopo una stagione al Monaco (in cui mise a segno diciotto reti arrivando quinto nella classifica cannonieri) e nel Montpellier, Trossero ritornò in Argentina tra le file del River Plate, ma morì nel 1983 al termine di un incontro con il Rosario Central, per un aneurisma cerebrale, lasciando la moglie e tre figli.

### Nazionale
Trossero ha rappresentato la Nazionale argentina in 3 incontri, disputati nel 1977.

## Palmarès

### Club

#### Competizioni nazionali
- Campionato francese: 1

Nantes: 1980
- Coppa di Francia: 1

Nantes: 1979